# 深圳外国语学校高中园
深圳外国语学校高中园（英文：Shenzhen Foreign Language School (High School Campus)），是位于中华人民共和国广东省深圳市光明区的一所全寄宿制公办高中。
深圳外国语学校高中园是由深圳市委市政府立项、光明区承建、深圳外国语学校（集团）全面管理的市直属全寄宿制公办高中园。园区位于光明科学城中心，内设致远、博雅、弘知、理工四所高中，办学规模分别为36班、54班、60班、30班，提供9000个（招满后）学位。

## 下属高中
- 致远高中

执行校长：王成立。于2022年招收首届学生，强化文化理解和交流合作，培养具有国际视野的“文化使者”。
- 博雅高中

执行校长：龚湘玲。于2022年招收首届学生，强化人文情怀和科学素养，培养具有探究能力和批判思维的“综合人才”。
- 弘知高中

执行校长：梅煜。于2022年招收首届学生，强化工程素养和科学精神，培养具有动手能力和创新思维、不断创新和实践能力的“大国工匠”。
- 理工高中

执行校长：蒋壮。于2023年招收首届学生，重点打造“科学精神”课程群，深耕学生科技工程素养的培育。

## 录取分数线
| 2023年   | 2023年     | 2023年                              | 2023年     | 2023年     | 2023年         | 2023年     | 2023年     |
| 下属高中 | AC类*      | AC类*                               | AC类*      | D类*       | D类*           | D类*       | 总录取人数 |
| 下属高中 | 录取分数线 | 末位同分比较                        | 指标控制线 | 录取分数线 | 末位同分比较   | 指标控制线 | 总录取人数 |
| -------- | ---------- | ----------------------------------- | ---------- | ---------- | -------------- | ---------- | ---------- |
| 致远高中 | 492分      | 生物地理：77分；语数英三科总分：261 | 421分      | 517分      | 生物地理：90分 | 462分      | 3850人     |
| 博雅高中 | 504分      | 生物地理：91分                      | 452分      | 521分      | 生物地理：98分 | 452分      | 3850人     |
| 弘知高中 | 517分      | 生物地理：94分；语数英三科总分：263 | 462分      | 520分      | 生物地理：98分 | 492分      | 3850人     |
| 理工高中 | 490分      | 生物地理：80分                      | 394分      | 516分      | 生物地理：88分 | 462分      | 3850人     |

| 2022年   | 2022年     | 2022年         | 2022年     | 2022年     | 2022年                      | 2022年     | 2022年     |
| 下属高中 | AC类*      | AC类*          | AC类*      | D类*       | D类*                        | D类*       | 总录取人数 |
| 下属高中 | 录取分数线 | 末位同分比较   | 指标控制线 | 录取分数线 | 末位同分比较                | 指标控制线 | 总录取人数 |
| -------- | ---------- | -------------- | ---------- | ---------- | --------------------------- | ---------- | ---------- |
| 致远高中 | 399分      | （无）         | 464分      | 442分      | 生物地理：87分              | 503分      | 2500人     |
| 博雅高中 | 461分      | 生物地理：96分 | 464分      | 488分      | 生物地理：92分              | 503分      | 2500人     |
| 弘知高中 | 480分      | 生物地理：89分 | 464分      | 502分      | 生物地理：86分；综合评价：A | 503分      | 2500人     |

*AC类是指具有深圳户籍的考生和享受市政府优惠政策人员的子女，D类是指除AC类以外，符合参加统一划线录取条件的考生。以上表格不展示自主招生分数线！

## 校园环境

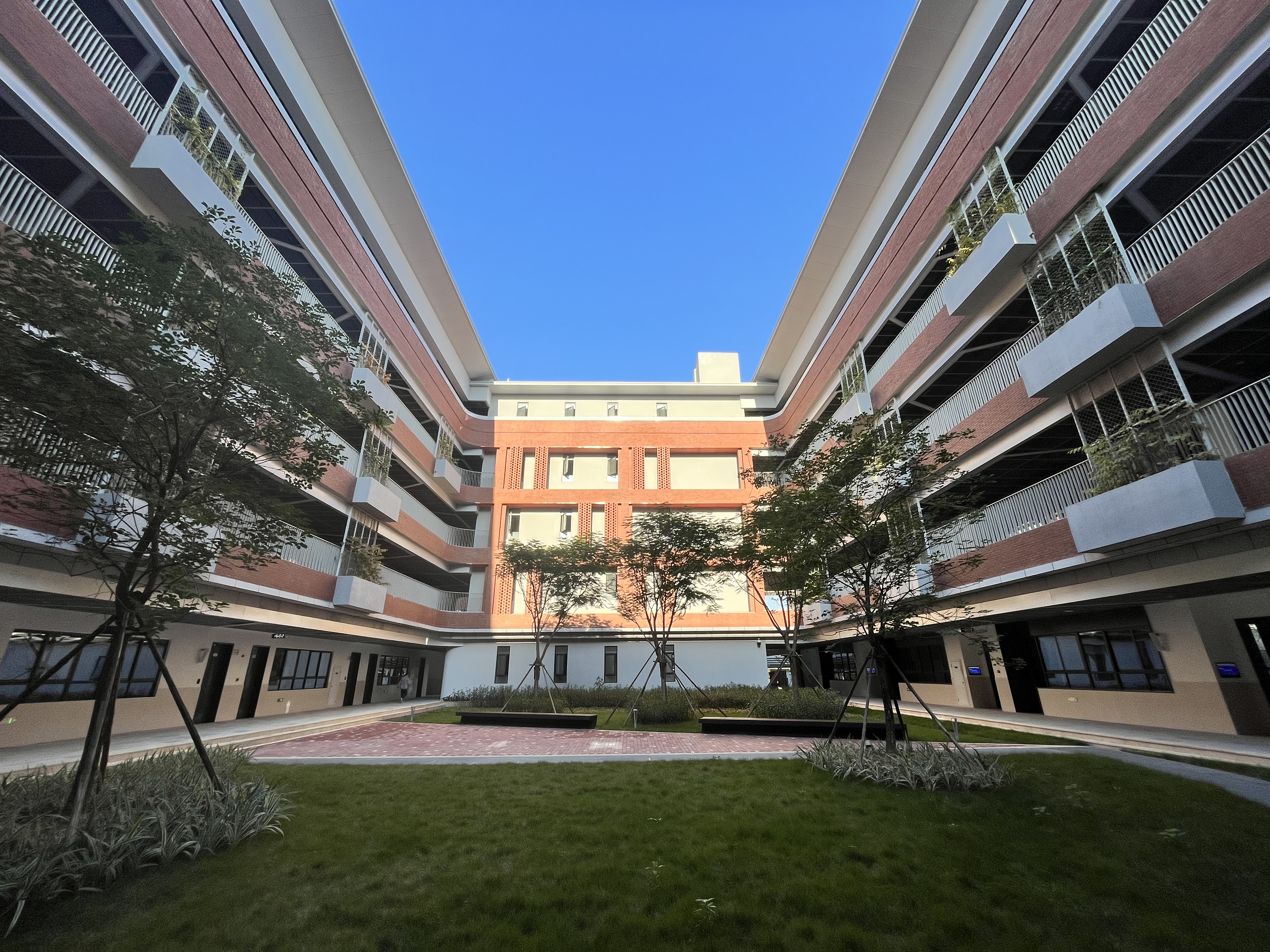
深圳外国语学校高中园弘知高中的教学楼*暂供理工高中使用

### 教学区
学校配置学生学习阅读专用灯具和桌椅。校园内均设置多功能空间，可供学生阅读、自习、讨论等。园区出入、借阅和消费等均可以使用人脸识别系统。

### 生活区
学校食堂由高中园自主经营。
学生宿舍均配备独立卫生间及独立衣柜、书柜、鞋柜，并在每层楼设置洗衣房及公用电话。

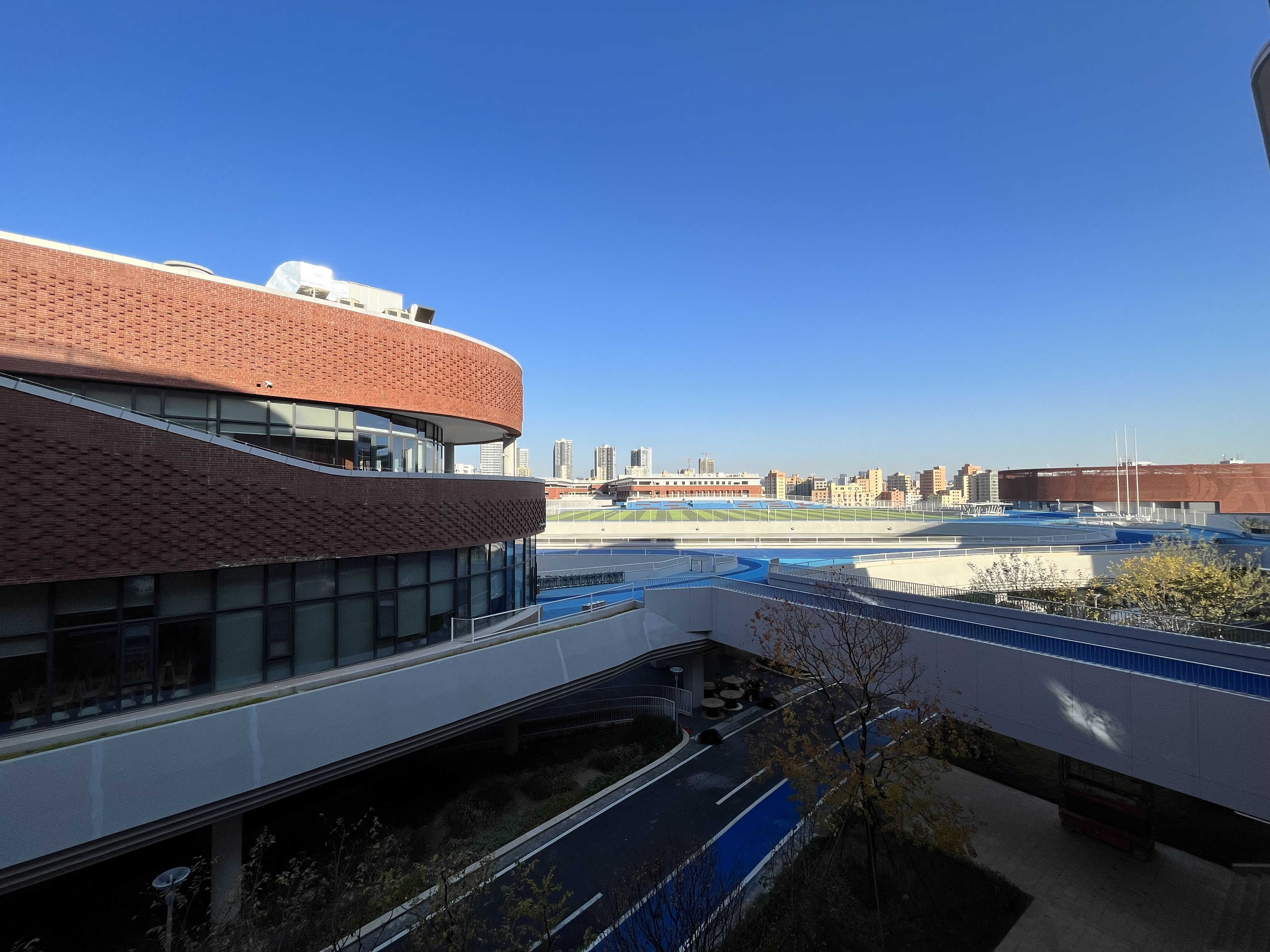
远处观望深圳外国语学校高中园的操场

园区主要教学生活场所均配置自动售卖机。

## 校园生活

### 社团
深外高中园社团有三种成立途径：一是学校计划设立的社团，二是同学们自己申请组建的社团，三是园区内三所学校跨校成立的社团。

## 校园文化

### 吉尼斯体育项目比赛
为推动阳光体育运动深入校园，着眼学生体质健康发展，丰富学生课余体育生活，深外高中园于2022年10月举行了校园吉尼斯体育项目比赛。

## 交通

### 深圳地铁
- █6号线：公明广场站
- █13号线(未开通)：公明广场站
- █13号线(未开通)：公明南站

### 深圳公交
- 锦鸿花园站（下表仅供参考，请以实际为准。）

| 锦鸿花园    | 锦鸿花园               | 锦鸿花园               | 锦鸿花园               | 锦鸿花园               |
| 编号        | 路线                   | 路线                   | 路线                   | 备注                   |
| ----------- | ---------------------- | ---------------------- | ---------------------- | ---------------------- |
| E19         | 天汇城首末站           | ⇆                      | 深圳湾口岸公交首末站   |                        |
| M186        | 峰荟首末站             | ↺                      | 天汇城                 | 原 B658                |
| M411        | 公明内衣城场站         | ⇆                      | 光明云谷               |                        |
| B947        | 正大城公交首末站       | ↺                      | 钟表基地               |                        |
| B978        | 公明广场地铁站         | ↻                      | 公明广场地铁站         |                        |
| B885        | 马山头总站             | ↺                      | 光明峰荟               |                        |
| M452        | 已于2021年11月11日停办 | 已于2021年11月11日停办 | 已于2021年11月11日停办 | 已于2021年11月11日停办 |
| 高峰专线177 | 已于2023年11月30日停办 | 已于2023年11月30日停办 | 已于2023年11月30日停办 | 已于2023年11月30日停办 |

- 通学巴士：深圳巴士集团为深圳外国语学校高中园提供通学巴士服务。[8]